# 格拉斯哥語
格拉斯哥語，又稱格拉斯哥方言，是英國蘇格蘭格拉斯哥及周边地区（拉纳克郡、伦弗鲁郡、敦巴頓郡及艾尔郡部分地区）通行的一種盎格鲁语方言，处于一个两极分别为蘇格蘭英語和中部低地蘇格蘭語的语言连续体上，不同使用者的语言特征在该连续体的不同位置。另外，该语言受到高地英語以及愛爾蘭英語的影響，这是因为19世紀至20世紀初大量蘇格蘭高地人及愛爾蘭人移居格拉斯哥地区。該方言廣泛應用於格拉斯哥地區，部分當地媒體以及相關出版物。隨時代變遷，格拉斯哥語也發展和完善關於當地著名人物和建築的書面描述。

## 式微
部分統計證實，年輕族群以及傳統格拉斯哥語使用族群（多為工薪階層）在日常生活中已經越來越多的採用（倫敦）考克尼方言發音和英格兰詞彙， 傳統格拉斯哥語詞彙及語法岌岌可危。 例如輔音/θ/越來越傾向於倫敦發音（以/f/和/v/代替齒摩擦音），以及部分詞彙中齒齦顫音/r/的弱化。 但齒齦顫音的弱化也可能咎于其他地區蘇格蘭人的湧入（例如中部城市帶的蘇格蘭人），不一定是受到英格兰英语的影響。 統計顯示格拉斯哥語的式微很大程度上是由於大眾傳媒大部分使用倫敦及英格蘭東南部發音所致。

## 外部連結
- Glesca Glossary, fairly thorough online dictionary （页面存档备份，存于）
- Glasgow Dialect （页面存档备份，存于）
- A series of articles on the Glasgow dialect on the Scots Language Centre website
- Lexicon Planet, featuring excerpts from The Patter （页面存档备份，存于）
- The Online Scots Dictionary （页面存档备份，存于）